# Food Evolution
 (septembre 2020).
Pour les articles homonymes, voir Évolution.
Pour plus de détails, voir Fiche technique et Distribution.
Food Evolution est un film documentaire américain sorti en 2016 et réalisé par Scott Hamilton Kennedy. Le film a été produit par Scott Hamilton Kennedy et Trace Sheehan. Narré par Neil deGrasse Tyson, « Food Evolution » s'attaque au « schisme » qui a surgi entre les scientifiques et les consommateurs sur la façon de nourrir la population  de manière sûre et durable.

## Synopsis
Food Evolution fait suite à la controverse entourant les OGM (organismes génétiquements modifiés) et l'alimentation. En passant des vergers de  papayers hawaïens, aux plantations de bananes en Ouganda et aux champs de maïs de l'Iowa, le film discute des émotions et de la science qui sous-tendent la production alimentaire. Il plaide pour et contre les OGM car chacun prétend que la science est de son côté. Il suit également des cas spécifiques de la législation locale aux États-Unis et en Afrique, traitant de la façon dont la désinformation et la peur peuvent submerger l'analyse objective. Le film traite de divers sujets concernant les OGM : sécurité alimentaire, protection de l'environnement, demande de la population, utilisation des pesticides et santé publique. Pour chaque sujet, le film analyse quelles sont les données, les preuves et les sources, utilisées pour argumenter dans un sens ou dans l'autre. Les personnes présentées dans le film, par ordre d'apparition, incluent Margaret Wille, Jeffrey M. Smith, Chuck Benbrook, Dennis Gonsalves, Alison Van Eenennaam, Pamela Ronald, Nathanael Johnson, Emma Naluyima, Mark Lynas, Zen Honeycut et Raoul Adamchak. Il présente également des interviews de Michael Pollan, Andrew Kimbrell, Vandana Shiva, Robert Fraley, Marion Nestle et Bill Nye, ainsi que des agriculteurs et des scientifiques de différentes régions du monde.

## Production
Avant la production, les producteurs de Food Evolution ont mené plus de 100 entretiens par Skype avec des experts en alimentation, science, agriculture et activisme. Après des recherches approfondies, le tournage a commencé dans le monde entier, d'Hawaï au Kenya, avec Larkin Donley comme directeur de la photographie. Les rédacteurs comprenaient Alex Blatt, Scott D. Hanson et Scott Hamilton Kennedy, avec une musique de William Kingswood.

## Première
Le film a été présenté pour la première fois à l'IFC Center de Greenwich Village pour le festival du film documentaire de New-York (Doc NYC) le 12 novembre 2016,,.

## Accueil
Le film a été très bien accueilli par la critique. Il a une cote d'approbation de 100 % sur le site Web de l'agrégateur d'avis Rotten Tomatoes, avec une note moyenne de 7,5/10 donnée par les principaux critiques.
Kenneth Turan du Los Angeles Times  décrit le film comme  « un film à thème inhabituel qui traite de la raison contre-intuitive plutôt que de l'hystérie à peine contrôlée. »,,
Daniel Gold du New York Times a déclaré :  « sur un ton modéré, respectueux envers les opposants mais insistant sur les données, Food Evolution pose une vérité dérangeante pour les promoteurs du biologique : dans un monde désespéré pour une alimentation sûre et durable, des OGM pourraient bien être un atout  ». Il a également été désigné comme choix de la critique par le New York Times et a été projeté dans plus de 200 endroits dans le monde (à la date de juillet 2018).